# Лагерквист, Маргарета София
Маргарета София Лагерквист (швед. Margareta Sofia Lagerqvist; 1771—1800) — шведская оперная певица и драматическая актриса.

## Биография
Родилась в 1771 году в Стокгольме в семье Улофа Лагерквиста и его жены Элизабет Катарины Сёрлинг, которые работали смотрителями в Главной таможне.
Маргарета Лагерквист дебютировала в партии Бетси в оперетте «Kungen och skogvaktaren» французского композитора Пьер-Александра Монсиньи 24 января 1784 года в стокгольмском Eriksbergsteatern в возрасте тринадцати лет. В том же году стала студенткой Королевской оперы, в числе её учителей был Карл Стенборг.
В 1788—1999 годах работала оперной певицей в Шведской королевской опере и актрисой в Королевском драматическом театре; одновременно актёром и певицей в 1784—1999 годах была в стокгольмском Театре Стенборга. В числе исполненных Лагерквист ролей: Бетси в «Kungen och skogvaktaren» (1784); брючная роль Коласа в «Fanfan och Colas eller fosterbröderna» вместе с Элизабет Форсселиус (1786); Изабель в «Talande tavlan» (1789) и Каролина в «Den svartsjuke älskaren» французского композитора Андре Гретри; Фанчетта (дочь Антонио) в «Свадьбе Фигаро» (1792); Изель в «Richard Lejonhjärta» вместе с Хедвиг Элеонорой Панненберг (1795); Эдвард в «Tsar Peter» вместе с Густавом Обергссоном, Йоханной Кристиной Линдберг, Йоханом Петером Левенхагеном и Марией Деланд (1798).
Шведский публицист Карл Кристоффер Гьёрвелл писал:

«Она жила с бедной матерью и вела примерную достойную жизнь. Она была довольно красивой девушкой, пела вежливо, но играла холодно и монотонно декламировала.»

21 ноября 1798 года Маргарета Лагерквист вышла замуж также за оперного певца и драматического актёра Йохана Эрика Брумана. В 1799—1800 годах вместе с ним выступала в труппе шведского театрального режиссёра Йохана Антона Линдквиста в Гётеборге и Норрчёпинге. Успешно сыграла роли миссис Эльдфельдт в «Redlighetens seger öfver förtalet» и мисс Нэнси в «De fyra förmyndarna». В эти годы у певицы появилась болезнь груди, что вызвало затруднения с дыханием, и, следовательно, голос быстро слабел.
Умерла 6 июня 1800 года в Норрчёпинге.